# Нунан, Фред
Фредерик Джозеф (Фред) Нунан (род. 4 апреля 1893 г. — исчез 2 июля 1937 г., объявлен мёртвым 20 июня 1938 г.) — американский штурман, капитан дальнего плавания и пионер авиации, который впервые наметил маршруты многих коммерческих авиалиний через Тихий океан в 1930-х годах. Был штурманом Амелии Эрхарт, в последний раз его видели в Лаэ, Новая Гвинея 2 июля 1937 года, на последней наземной остановке перед исчезновением где-то над Центральной частью Тихого океана, во время одного из последних этапов их кругосветного полета.

## Ранняя жизнь
Фред Нунан родился в округе Кук (район Чикаго). Его родителями были Джозеф Т. Нунан (родился в Линкольнвилле, штат Мэн, в 1861 году) и Кэтрин Иган (родилась в Лондоне, Англия). Семья имела ирландское происхождение. Мать Нунана умерла, когда ему было четыре года, а три года спустя в отчёте  по результатам переписи указано, что его отец жил один в чикагском пансионе. Родственники или друзья семьи, вероятно, присматривали за Нунаном. По его собственным словам, Нунан «бросил школу летом 1905 года и уехал в Сиэтл», где устроился моряком.

## Морская карьера
В возрасте 17 лет Нунан покинул Сиэтл обычным моряком на британском парусном судне «Crompton». Между 1910 и 1915 годами Нунан работал на более чем дюжине кораблей, достигнув звания квартирмейстера и помощника боцмана. Он продолжал работать на торговых кораблях на протяжении Первой мировой войны. Нунан служил офицером на кораблях с боеприпасами, его мучительная военная служба включала в себя пребывание на трёх судах, которые были потоплены подводными лодками. После войны Нунан продолжил службу в торговом флоте и добился известности как корабельный офицер. На протяжении 1920-х годов его морская карьера характеризовалась постоянно растущими рейтингами и «хорошими» (обычно самыми высокими) отзывами о производительности труда. Нунан женился на Джозефине Салливан в 1927 году в Джэксоне в штате Миссисипи. После медового месяца на Кубе они поселились в Новом Орлеане.

## Навигатор для Pan Am
После выдающейся 22-летней карьеры в море, в которую входило семь плаваний вокруг мыса Горн (три раза под парусами), Нунан задумал новое направление карьеры. Научившись летать в конце 1920-х годов, в 1930 году он получил «ограниченную лицензию коммерческого пилота», в которой он указал свою профессию как «авиатор». В следующем году он получил морскую лицензию № 121190 «Класса Мастер, любой океан», квалификация капитана торгового судна. В начале 1930-х годов он работал в Pan American World Airways инструктором по навигации в Майами и менеджером аэропорта в Порт-о-Пренсе, в конце концов выполнял обязанностей инспектора всех аэропортов компании.
В марте 1935 года Нунан был штурманом на первом клипере Pan Am Sikorsky S-42 в заливе Сан-Франциско. В апреле он совершил исторический полёт туда и обратно на China Clipper между Сан-Франциско и Гонолулу, с пилотом Эдом Мусиком (который был изображён на обложке журнала Time в том году). Впоследствии Нунан отвечал за составление карты маршрутов клиперов Pan Am через Тихий океан, участвуя во многих полётах на атолл Мидуэй, остров Уэйк, Гуам, Филиппины и Гонконг. В дополнение к более современным средствам навигации, Нунан, как лицензированный морской капитан, был известен тем, что в этих рейсах носил с собой корабельный секстант.
1937 год стал переходным годом для Фреда Нунана, чья репутация опытного штурмана, наряду с его ролью в развитии навигации коммерческих авиалиний, уже принесла ему место в истории авиации. Он ушёл из Pan Am, потому что чувствовал, что поднялся по служебной лестнице, насколько мог, как штурман, и был заинтересован в открытии школы мореплавания. В марте он развёлся со своей женой Жозефиной в Сьюдад-Хуаресе в Мексике. Две недели спустя он женился на Мэри Беатрис Мартинелли (урожденная Пассадори) из Окленда, Калифорния. Ходили слухи, что Нунан много пил. Это было довольно распространённым явлением в то время, но в настоящее время нет никаких свидетельств того, что Нунан был алкоголиком.

## Исчезновение
Амелия Эрхарт встретила Нунана благодаря взаимным связям в авиационном сообществе Лос-Анджелеса и выбрала его в качестве своего навигатора во время её полёта по миру на Lockheed Electra 10E, который она купила на пожертвованные средства. Она планировала совершить кругосветный перелёт в экваториальных широтах. Хотя этот самолёт был продвинутым для своего времени типом и был назван прессой «летающей лабораторией», реальных задач для науки запланировано не было. Мир уже был пересечён маршрутами коммерческих авиалиний (многие из которых сам Нунан нанёс на карту), и теперь этот полёт рассматривается некоторыми как авантюрный рекламный ход, призванный привлечь внимание общественности к будущей книге.
Нунана, вероятно, привлёк этот проект, потому что известность Эрхарт на массовом рынке почти наверняка вызвала бы значительную огласку, которая, в свою очередь, вполне может привлечь внимание к нему и школе навигации, которую он надеялся основать, когда они вернутся.
Первая попытка началась с рекордного полёта из Бербанка, Калифорния в Гонолулу. Однако, когда «Электра» взлетела, чтобы начать второй этап полёта к острову Хауленд, её крыло задело землю. Эрхарт выключила двигатель, чтобы сохранить равновесие. Хотя травм не было, Lockheed Electra пришлось отправить обратно в Лос-Анджелес морем для дорогостоящего ремонта (отвалились шасси). Более чем через месяц они попытались начать снова, на этот раз покинув Калифорнию в противоположном (восточном) направлении.
Эрхарт охарактеризовала темп их 40-дневного путешествия на восток из Бербанка в Новую Гвинею как «неторопливый». Пройдя около 22 000 миль (35 000 км) пути, они вылетели из Лаэ 2 июля 1937 года и направились к острову Хауленд, крошечному участку земли в Тихом океане, едва ли достигавшему 2000 метров в длину. Их план 18-часового полёта заключался в том, чтобы достичь окрестностей Хауленда, используя способности Нунана в области астрономической навигации, а затем найти Хауленд с помощью радиосигналов, передаваемых катером береговой охраны.
Из-за совокупной последовательности недоразумений и накладок (которые до сих пор остаются спорными) последний подход к острову Хауленд потерпел неудачу, хотя Эрхарт заявила по радио, что, по их мнению, они были в непосредственной близости от него. Сила полученных передач указывала на то, что Эрхарт и Нунан действительно находились вблизи острова Хауленд, но не смогли его найти, и после многочисленных попыток выяснилось, что связь прервалась. Из последней передачи, полученной от Эрхарт, следовало, что «Электра» летела вдоль линии положения (взятой по солнцу, проходящей под углом 157—337 градусов), которую Нунан рассчитал и нарисовал на карте как проходящую через Хауленд. Двусторонняя радиосвязь так и не была установлена, авиаторы и их самолёт исчезли где-то над Центральной частью Тихого океана. Несмотря на беспрецедентные обширные поиски, проведенные ВМС США, включая использование поисковых самолётов с авианосца и береговой охраны, следов их или их Электры обнаружено не было.
Более поздние исследования показали, что положение Хауленда было смещено на их карте примерно на пять морских миль. Есть также некоторые свидетельства из кинофильмов, позволяющие предположить, что нижняя антенна на их Электре могла сломаться при взлёте (назначение этой антенны не было установлено, однако радиосвязь казалась нормальной, когда они ушли от Лаэ). Одна относительно новая теория предполагает, что Нунан мог допустить ошибку в навигации из-за того, что самолёт пересёк линию перемены дат. Следует отметить, что эта теория не основана на каких-либо свидетельствах неспособности Нунана вести хронометраж и правильный учёт дат календаря, содержит математические ошибки, кроме того, утвердившаяся к тому времени (1937 год) навигационная практика использовала гринвичское время, что исключало предполагаемую в этой теории ошибку. Из сохранившихся навигационных записей предыдущих перелётов этого полёта известно, что Нунан вёл расчёты именно по гринвичскому времени.